# Bombylius marginatus
Bombylius marginatus är en tvåvingeart som först beskrevs av Cyrillus 1792.  Bombylius marginatus ingår i släktet Bombylius och familjen svävflugor.
Artens utbredningsområde är Italien. Inga underarter finns listade i Catalogue of Life.